# 柏木陽介
柏木陽介（1987年12月15日—），前日本足球運動員及日本國家足球隊成員。

## 俱乐部生涯
2005年，在广岛县立吉田高等学校就读高三的柏木陽介以“2种登录选手”的身份加入广岛三箭。
2005年6月4日，他在日本联赛盃广岛三箭主场对阵大阪飞脚的比赛出场，第一次代表广岛三箭出场。
2006年，柏木陽介正式加盟广岛三箭，6月份，塞尔维亚教练米哈伊洛·佩特洛维奇成为广岛三箭主教练后，在积极使用新人的方针下，柏木陽介开始获得出场机会。7月22日，他在和千葉市原的比赛中替补登场，首次亮相职业联赛。2006年，他在联赛出场17次，并在8月23日和大阪飞脚的比赛中射进一球。
2007年，柏木陽介本人希望到德甲联赛留洋，而且有不少俱乐部向在赛季末降入日乙联赛的广岛三箭报价，但最终柏木陽介留在球队，并在2008年身披球队10号球衣，帮助广岛三箭以日乙冠军的成绩重新升级到日职，2009年又帮助球队获得联赛第四名，历史上首次获得参加亞冠盃的资格。
2009年12月15日，浦和红钻宣布柏木陽介正式加盟球队，虽然这次转会不需要转会费，但浦和红钻必须支付给广岛三箭4800万日元的培养费。
2020年，柏木陽介在新冠疫情蔓延期间，被周刊杂志FRIDAY爆料与原幹恵外出用餐。2021年，柏木陽介在训练期间再次违反纪律，与杉本健勇一起在沖繩縣的一家私人餐廳吃飯。由于多次违反纪律，他受到了严重警告、罚款以及被禁止参加训练的处罚。浦和红钻足球本部主任戸苅淳于2月16日在线采访中表示，他有意让柏木离开浦和红钻并寻找新的转会目标。随后，于3月12日宣布转会加入FC岐阜。
柏木阳介转会FC岐阜，新赛季他将身披42号球衣。
日丙联赛第十轮，FC岐阜2-1福岛联，柏木阳介首次先发即取得进球完成助攻。
2023年11月1日， 柏木陽介宣布將在2023年賽季結束後退休。12月2日主場對北九州向日葵作為職業生涯最後一場比賽。

## 国家队生涯
2007年，柏木陽介曾代表日本20岁以下国家足球队参加2007年U20世界盃足球賽，他还入选日本国奥队参加2008年夏季奧林匹克運動會足球比賽的候选名单，但由于2008年初期表现不佳而被淘汰。
2010年1月6日，柏木陽介在和也门的2011年亚洲盃外围赛中第一次代表国家队出场。
2011年1月入选日本国家足球队参加2011年亚洲盃足球赛的最终23人名单，他在1月17日以5比0击败沙特阿拉伯的小组赛中首发出场，并随队夺得冠军。

## 外部連結
- 浦和レッドダイヤモンズによる公式プロフィール
- 柏木陽介オフィシャルウェブサイト
- 柏木陽介 公式ブログ Powered by LINE （页面存档备份，存于）
- 柏木陽介的Instagram帳戶